# Mesquita de les 201 cúpules
La Mesquita de les 201 cúpules és una gran mesquita que es troba al llogaret de Dakkhin Pathalia (Pathalia Sud), a Bangladesh.

## Història

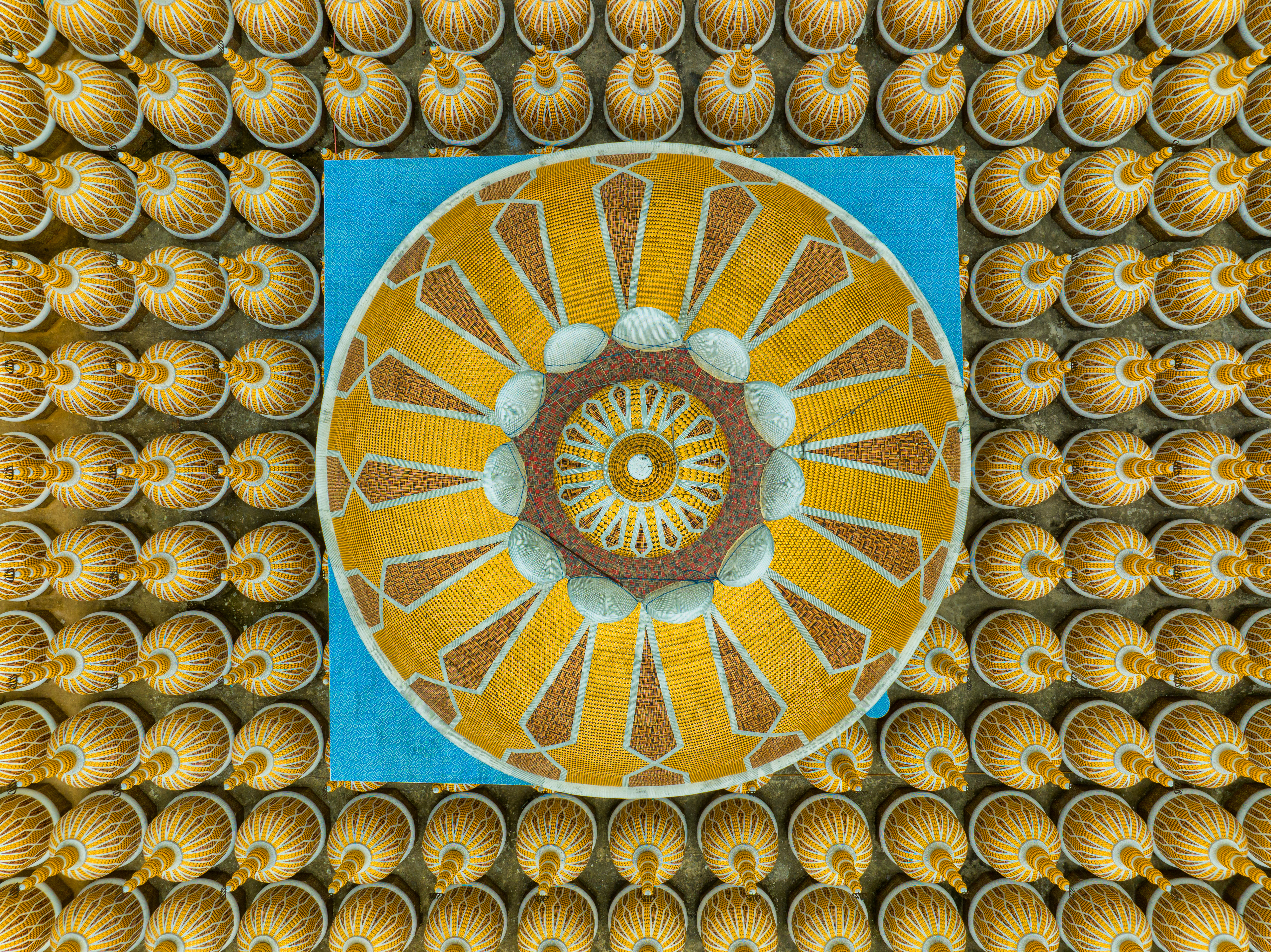
Vista de les cúpules des de dalt

La construcció de la mesquita començà el 2013 en cinc acres de terreny a la riba est del riu Jhenai, al llogaret de Pathalia Sud, districte de Tangail, Bangladesh. La iniciativa per a construir-la sorgí de Rafiqul Islam, oriünd del llogaret i en altre temps president de la Federació d'Empleats Bancaris de Bangladesh (CBA). La primera pedra de l'obra, la col·locà la mare de Rafiqul Islam. L'arquitecte principal n'és Mrinmoy Adhikary.
La mesquita és un edifici quadrat. Hi ha quatre torres de xamfrà amb una altura de  30,8 m i quatre més de curtes de 24,7 m, que tenen la mateixa alçada que la cúpula central. Aquesta està envoltada per 200 de més petites (5,2 m). En una àrea adjacent al sud-oest es preveu un alt minaret de 137,5 m. S'espera que sigui el minaret més alt de Bangladesh. A l'interior de la mesquita estarà inscrit l'Alcorà complet.
De moment al voltant de 15.000 persones poden accedir a la mesquita, però el pla del 2019 era doblar-ne la capacitat fins als 30.000.
A més del principal espai de culte, es vol que el conjunt de la mesquita albergue un orfenat, una residència per a ancians i un hospital. També tindrà un heliport per a rebre dignataris.